# Kollersdorf (Gemeinde Kirchberg)
Kollersdorf ist eine Katastralgemeinde der Marktgemeinde Kirchberg am Wagram im Bezirk Tulln in Niederösterreich.

## Geographie
Die Katastralgemeinde Kollersdorf grenzt an folgende Katastralgemeinden an: Seebarn am Wagram, Mallon, Neustift im Felde, Altenwörth, Gigging und an die Gemeinde Fels am Wagram.

## Geschichte

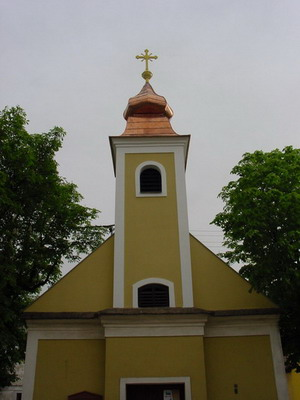
Die Ortskapelle in Kollersdorf

Die erste Erwähnung für Kollersdorf findet man im Jahre 1114 als Qualegesdorf, spätere Bezeichnung waren „Qualeinsdorf“, „Choleinsdorf“, „Cholesdorf“ und „Kollerstorff“. Durch die Jahrhunderte wurde der Ort von allen Plagen heimgesucht, die damals die Menschen unserer Gegend trafen: Schweden- und Türkeneinfälle, Pest und Hungersnot und dazu kamen noch die Hochwasser, die oftmals ganze Ortschaften überschwemmten.
Kollersdorf und Sachsendorf sind die westlichsten Orte der Marktgemeinde Kirchberg am Wagram und nehmen eine Fläche von 8,56 Quadratkilometer ein, wovon rund 90 % landwirtschaftlich genutzt werden. Heute leben in Kollersdorf 212 und in Sachsendorf 133 Menschen. Im Jahre 1830 war die Bevölkerung fast doppelt so groß. Es lebten nämlich 606 Einwohner in den beiden Dörfern, wovon die meisten von der Landwirtschaft lebten. Die beiden Dörfer haben jeweils eine eigene Kapelle. Die Errichtung der Kapelle in Kollersdorf fällt ungefähr in die Mitte des 19. Jahrhunderts. Sie ist dem Heiligen Sebastian geweiht.
Laut Adressbuch von Österreich waren im Jahr 1938 in der Ortsgemeinde Kollersdorf ein Binder, ein Fleischer, zwei Gastwirte, zwei Gemischtwarenhändler, ein Landesproduktehändler, ein Schmied, zwei Schuster, ein Tischler und einige Landwirte ansässig.

## Kultur

### Musikverein Kollersdorf - Sachsendorf

Wappen des Musikvereines

Kollerdorf hat auch einen Musikverein, den Musikverein Kollersdorf - Sachsendorf.

### Freiwillige Feuerwehr Kollersdorf - Sachsendorf
Die Gründung der Freiwilligen Feuerwehr Kollersdorf – Sachsendorf ist Verdienst des Bürgermeisters Anton Söllner. Am 17. März 1895 wurde die Freiwillige Feuerwehr gegründet. Dem Verein gehörten zu dieser Zeit 32 Mitglieder an. Die Feuerwehr verfügte auch über vier Hornisten, welchen die Alarmierung beim Brand oblag.
Die Freiwillige Feuerwehr im Wandel der Zeit:
Das erste Feuerwehrhaus stand in Kollersdorf nahe dem heutigen Kriegerdenkmal. Die Kosten der Einrichtungsgegenstände wurden von den Mitgliedern getragen. Im Jahre 1914 wurden viele Mitglieder der Feuerwehr in den Krieg einberufen, dennoch versuchte man, das Löschwesen in Kollersdorf - Sachsendorf aufrechtzuerhalten.
Im Jahre 1939 folgte mit Bescheid der Gauhauptmannschaft die Auflösung aller Freiwilligen Feuerwehren, was bedeutet, dass sie als Verein aufhörten zu existieren. Im Laufe des Zweiten Weltkrieges wurden viele Männer der Freiwilligen Feuerwehr zur deutschen Wehrmacht eingezogen.
Nach dem Krieg wurde die Feuerwehr neu gegründet, unter dem Vorsitz des Hauptmannes Karl Reiser. Die vereinsrechtliche Wiedererrichtung der Feuerwehren war im Jahr 1950.
1958 beschloss der Gemeinderat unter Bürgermeister Franz Hellmer den Neubau eines Feuerwehrhauses, da das alte mit 25 Quadratmeter zu klein geworden war.
Mit Inkrafttreten des niederösterreichischen Feuerpolizei- und Feuerwehrgesetz 1970 am 31. Dezember 1969 wurden die Freiwilligen Feuerwehren in Körperschaften öffentlichen Rechts umgewandelt, daher wurde am 11. März 1970 der Verein „Freiwillige Feuerwehr Kollersdorf – Sachsendorf“ aufgelöst.
1979 kaufte die Feuerwehr ein Kleinlöschfahrzeug an. Der Schlauchturm, ein Relikt aus der Gründungszeit, musste 1990 abgetragen werden.
Im Januar 1988 wurde auf Antrag des Kommandanten Alfred Hellmer der Beschluss gefasst, dass Feuerwehrhaus zu erweitern. Das neue Feuerwehrhaus wurde am 25. Mai 1995 im Rahmen der Hundertjahrfeier seiner Bestimmung übergeben.

## Verkehr
Kollersdorf ist erreichbar über:
- S5 (Stockerauer Schnellstraße), Abfahrt Fels am Wagram
- Bahn: Entfernung zum Bahnhof Kirchberg am Wagram: 7 km und Entfernung zum Bahnhof Fels am Wagram: 5 km

## Kultur

### Die alte Schule

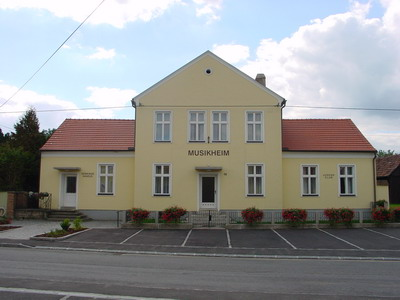
Die ehemalige Schule heute

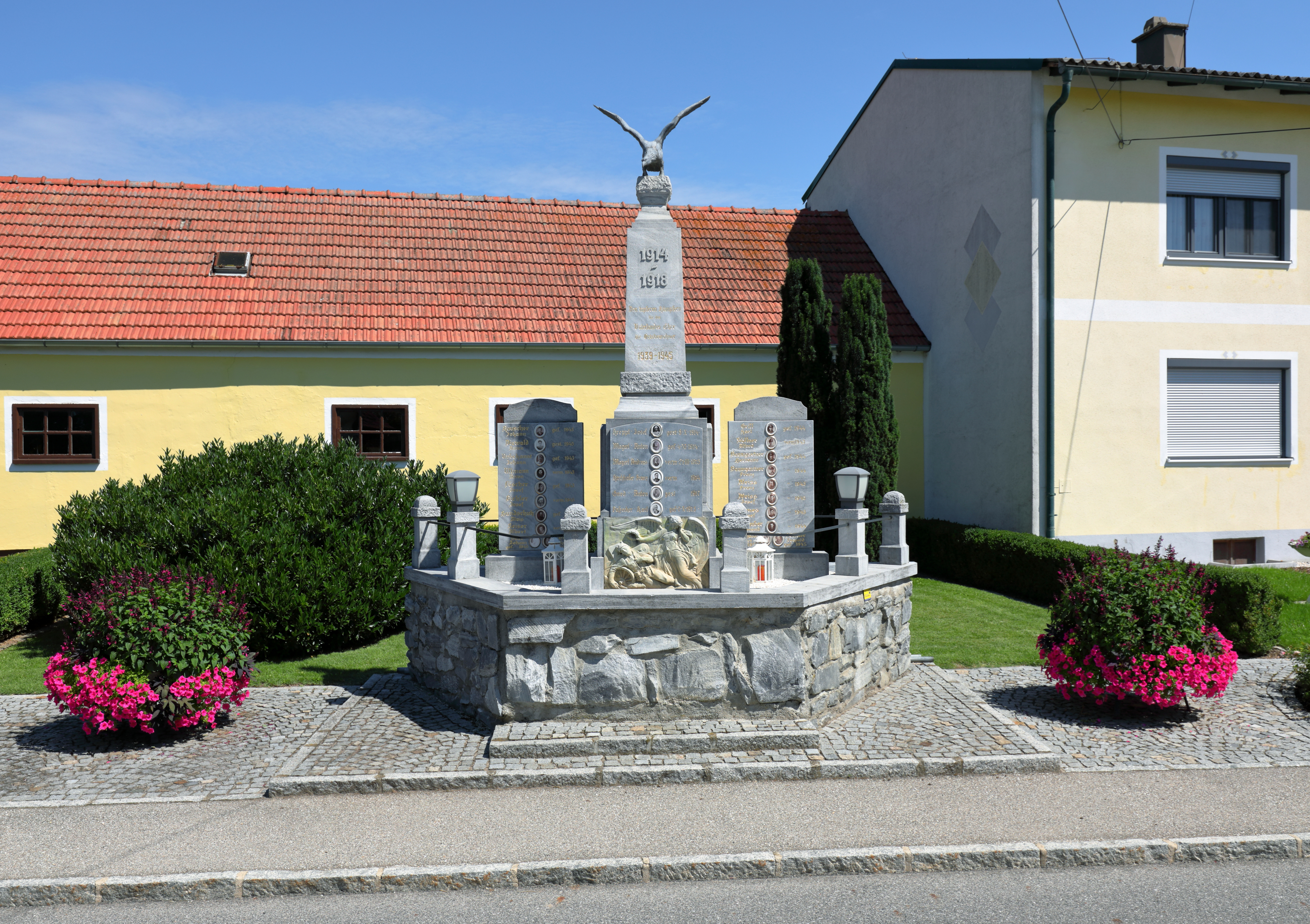
Denkmal an die Gefallenen und Vermissten des I. und II. Weltkrieges

Mit dem Bau der Schule dürfte etwa im Jahre 1878 begonnen worden sein. Am 5. Mai 1879 war dann der erste Schultag in der Volksschule in Kollersdorf. Die für die Schule zuständige Behörde war damals der Ortsschulrat. Eine Entsendung dieses Gremium erfolgte durch die Wahl des Gemeinderates. Bis zum Ersten Weltkrieg war das Schulwesen in Kollersdorf gut betrieben worden. Im Ersten Weltkrieg dann wurde in beiden Klassen der Halbtagsunterricht eingeführt, da die Lehrer zum Militärdienst eingezogen wurden. Während des Zweiten Weltkrieges konnte in der Schule der Unterricht gehalten werden, jedoch befand sich das Gebäude in einem desolaten Zustand. Fensterscheiben fehlten, Schulbücher und wichtige Lehrmaterialien wurden entwendet. Um 1950 wurde die Schule mit neuen Tischen und Sesseln ausgestattet. Im Jahre 1951 wurde ein Antrag über einen Um- und Zubau an der Volksschule in Kollersdorf gestellt, jedoch gelang man 1954 zur Erkenntnis, das Geld für die Instandhaltung zu verwenden.
Im Jahre 1966 war vom Bezirksschulrat Tulln bekannt gegeben worden, dass seitens der NÖ Landesregierung die Absicht bestehe, die Volksschule mit Beginn des Jahres 1966/67 auf die Dauer von 5 Jahren stillzulegen und die Schulkinder nach Altenwörth zu schicken, jedoch sprach sich der Gemeinderat für einen Schulbesuch der Kinder in Kirchberg am Wagram aus. Mit Beschluss vom 30. April 1971 erteilte der Landesschulrat für NÖ die Zustimmung zur Auflassung der Volksschule Kollersdorf.
Die heutige Verwendung:
Im linken Trakt des Gebäudes befinden sich nach wie vor die Gemeindekanzlei sowie die Mutterberatung. Im rechten Trakt hat die Ortsjugend ihre Heimstätte gefunden. Das Obergeschoß wird vom Musikverein Kollersdorf – Sachsendorf als Probenlokal genützt.

### Ehemaliger Freihof
Das Haus Nr. 40, der ehemalige Freihof ist ein Klassizistischer Bau und wurde das erste Mal 1797 urkundlich erwähnt. Dabei handelt es sich um ein eingeschoßiges, sechsachsiges Gebäude, das über der rundbogigen Einfahrt ein zweiachsiges Zwerchgiebelgeschoß mit Dreiecksgiebel hat. Das Haus ist verziert durch Gesimse und Putzgliederung sowie stuckierte Fruchtgehänge über Portal und Fenstern. Beidseitig vom Eingang befinden sich zwei niedrige Flankenbauten, die Mitte des 19. Jahrhunderts erbaut wurden.

### Arena Wagram
Für die seit 2017 ausgetragenen Karl-May-Festspiele (unter dem Namen Winnetou-Spiele Wagram) wurde in einer aufgelassenen Schottergrube nördlich der Schnellstraße S5 die Arena Wagram errichtet.